# Turleania rubriguttatus
Turleania rubriguttatus — вид ракоподібних родини Paguridae. Описаний у 2020 році на основі двох зразків, включаючи одного самця та одну самицю, що виявлені на мілководді узбережжя префектури Кочі на півдні Японії.